# 小森生活向上クラブ
『小森生活向上クラブ』（こもりせいかつこうじょうくらぶ）は、2008年11月8日に公開された日本映画。

## 概要
原作は室積光による小説「小森課長の優雅な日々」。内容は中年サラリーマンの暴走した正義を描いたブラックコメディー。
古田新太の映画初主演作品である。原作の著者、室積光も磯村部長役で出演している。

## あらすじ
小森正一はやる気の無い平凡なサラリーマン。ある日、通勤電車の車内で痴漢でっち上げ常習犯の女に遭遇し、思わず殺してしまう。それ以来、活力が湧いてきて小森の生活はいっぺんし自分勝手な正義感で暴走していく。

## キャスト
- 小森正一：古田新太
- 及川静枝：栗山千明
- 北沢：忍成修吾
- 植田教頭：佐野史郎
- 小森妙子：有森也実
- 下田：豊原功補
- 小森敏宏：前田公輝
- 小森美香：斉藤光香
- 磯村部長：福田勝洋（室積光）

## スタッフ
- 監督：片嶋一貴
- 脚本：吉川次郎
- 企画：林裕之
- 音楽：ken sato
- 美術：木村威夫
- 録音：土屋和之

## 主題歌
- BEAT CRUSADERS「Have You Seen Her Happy?」